# José María Álvarez del Manzano
José María Álvarez del Manzano y López del Hierro (Sevilla, 17 de outubro de 1937 - ) é um  político espanhol. Foi alcaide de Madrid entre 1991 e 2003.
Recentemente lançou um livro "A Paixão do Príncipe Youssupov" que fala do príncipe russo que particiou no assassinato do lendário monge Rasputine e que se apaixona por uma prostituta de 2ª categoria.